# Mary Villiersová, hraběnka z Buckinghamu
Mary Villiersová, hraběnka z Buckinghamu (rozená Beaumontová; c. 1570 – 19. dubna 1632) byla matkou králova favorita George Villierse, 1. vévody z Buckinghamu. Narodila se jako dcera Anthonyho Beaumonta.
1. května 1587 se stala druhou manželkou sira George Villierse, se kterým měla čtyři děti:
- John Villiers, 1. vikomt Purbeck (c. 1590–1657)
- George Villiers, 1. vévoda z Buckinghamu (1592–1628)
- Christopher Villiers, 1. hrabě z Anglesey (c. 1593–1630)
- Susan Feildingová, hraběnka z Denbigh

Po manželově smrti byla v roce 1618 jmenována suo jure hraběnkou z Buckhinghamu. Na počátku 20. let 17. století konvertovala pod vlivem jezuity Johna Percho ke katolictví.